# Don Schmidt
Donald Schmidt (Calgary, Alberta, 1968. július 23. –) kanadai jégkorongozó.

## Pályafutása
Komolyabb junior karrierjét a Western Hockey League-es Prince Albert Raidersben kezdte 1984–1985-ben, mint védő. Ezzel a csapattal megnyerte a Memorial-kupát 1985-ben. A következő szezonban csak 14 mérkőzést játszott ebben a csapatban mert ezután átkerült a szintén WHL-es Kamloops Blazersbe. A Kamloops Blazersben 1989-ig játszott. Legjobb idényében 33 pontot szerzett. Közben az 1987-es NHL-drafton a Minnesota North Stars választotta ki a nyolcadik kör 151. helyen.

## Díjai
- Ed Chynoweth-kupa: 1985, 1986
- Memorial-kupa: 1985